# Beillevaire
Pour l’article homonyme, voir Patrick Beillevaire.
Beillevaire (nom complet : Pascal Beillevaire Maître Fromager) est une entreprise française, ayant son siège à Machecoul (Loire-Atlantique), spécialisée dans la production et la commercialisation de produits laitiers, en particulier le fromage.

## Historique, activités
À l'origine spécialisée dans la production de produits laitiers, l'entreprise a peu à peu créé son propre réseau de distribution et compte plus d'une vingtaine de boutiques, dont la plupart se trouvent à Paris. Elle est également présente au Royaume-Uni. Elle commercialise plus d'une centaine de fromages artisanaux, dont six fabriqués par l'entreprise elle-même.
En 2015, l'entreprise avait un chiffre d'affaires de 20 millions d'euros, employait 200 salariés et comptait 20 boutiques.
En 2019, elle rachète la Société fromagère de la Brie.